# Матырино (озеро, Ушачский район)
Маты́рино (Матыринское; бел. Маты́рына, Матырынскае) — озеро в Ушачском районе Витебской области Белоруссии. Относится к бассейну реки Ушача.

## География
Озеро Матырино располагается в 6 км к северу от городского посёлка Ушачи. Западнее находится деревня, также именуемая Матырино. Высота водного зеркала над уровнем моря составляет 131,3 м.
Площадь поверхности водоёма составляет 1,38 км², длина — 1,74 км, наибольшая ширина — 1,41 км. Длина береговой линии — 6,98 км. Наибольшая глубина — 6 м, средняя — 3,5 м. Объём воды в озере — 4,89 млн м³. Площадь водосбора — 178 км².
Котловина озера имеет термокарстовое происхождение и обладает формой треугольника, направленного остриём на юг. С юга впадает река Альзиница. Через залив в северо-восточной части протекает река Ушача (выше по её течению располагается озеро Большое Исно, ниже — озеро Бороды). Две длинные узкие протоки соединяют водоём с озером Линье и с безымянным озером, расположенным западнее.

## Морфология
Склоны котловины преимущественно высотой от 10 до 25 м, пологие, суглинистые, местами завалуненные, поросшие луговой растительностью. Высота северного и восточного склонов снижается до 5—8 м. Юго-восточные склоны крутые, песчаные, покрытые лесом. Извилистая береговая линия образует несколько достаточно крупных заливов. Берега высотой до 0,2 м, песчаные и песчано-галечные, местами каменистые. Вдоль северо-восточного берега формируются зыбуны. Вдоль северного и западного берегов присутствует пойма шириной от 5 до 20 м, поросшая разнотравьем.
Весьма широкое песчаное мелководье простирается на юго-востоке на 20 м, а на северо-западе — на 115 м. Глубины до 2 м занимают 26 % площади озера. Глубже дно в основном плоское, выстланное опесчаненным и глинистым илом, а в заливах возле северного берега — карбонатным сапропелем. На севере и на юге присутствует по отмели, где глубина уменьшается до 1—2 м, и по острову. Общая площадь островов примерно равна 1 га. Максимальная глубина отмечается примерно в 0,23 км к юго-западу от северного острова.

## Гидрология, флора и фауна
Минерализация воды составляет 280—315 мг/л, прозрачность — 2 м. Озеро считается проточным, однако в значительной степени подвержено эвтрофикации.
Зарастает до 1/3 площади озера. Прибрежная растительность распространяется до глубины 2 м и образует полосу шириной от 10 до 60 м.
В вобе обитают лещ, щука, краснопёрка, плотва, уклейка, карась, линь.